# 绿额矛嘴蜂鸟
绿额矛嘴蜂鸟（学名：Doryfera ludovicae）是雨燕目蜂鸟科的一种鸟类。
绿额矛嘴蜂鸟体重约6克，翼长约57.4毫米，嘴峰长约37.6毫米，喙宽度约2.8毫米，喙厚度约2.3毫米，跗蹠长约5.8毫米，尾长约34.7毫米。绿额矛嘴蜂鸟在其分布区内为留鸟，其栖息在密集的高大树木组成的森林中，食性为草食性，主要食物来源是植物的花蜜。

## 亚种
- ：分布于哥斯达黎加和巴拿马西部的湿润山地森林。
- ：分布于巴拿马东部至哥伦比亚、委内瑞拉西部和玻利维亚西北部的山区。[4]